# Eric Lembembe
Eric Ohena Lembembe (né en 1980 et mort à Yaoundé en juillet 2013) était un militant camerounais des droits de l'homme, collaborateur régulier de l'ONG Human Rights Watch et actif dans la défense des droits LGBT au sein de l'ONG Cameroonian Fondation for AIDS (CAMFAIDS) dont il était le directeur.
Il a été assassiné en juillet 2013 à Yaoundé, après avoir subi des actes de torture, provoquant l'indignation et l'inquiétude d'une partie de la population et de la communauté internationale.
Il était un défenseur des droits des personnes LGBT au Cameroun,. Selon le chercheur Pyper Scharer (2014), Eric Lembembe avait dénoncé publiquement quelques semaines avant son assassinat les actes d'intimidation visant les groupes d'activistes pro-LGBT,.
Cet homicide relance le débat sur le système juridique camerounais et la possible complaisance de la police envers les crimes homophobes, dénoncée par ses avocats, Me Michel Togué et Me Alice Nkom. Le silence du président Paul Biya sur ce crime a également été critiqué.
Selon plusieurs observateurs l'enquête sur le meurtre n'a pas été menée selon les règles ; ainsi par exemple les causes du décès n'ont pas été indiquées par le médecin de l'hôpital de Yaoundé. « L'enquête bâclée et les irrégularités de procédure dans l'affaire de l'assassinat d'Eric Ohena Lembembe sont révélatrices de l'impunité garantie aux auteurs des violences commises contre les personnes LGBTI et les défenseurs de leurs droits, » selon un rapport de la FIDH.
Il fait partie des figures LGBT considérées comme iconiques par le Centre pour les droits humains de l'Université de Pretoria (en 2017).
Des commémorations de la mort de cet activiste sont organisées au Cameroun par des défenseurs des droits humains, notamment en 2018 et en 2020.

## Publications
- Héloïse Squelbut, Claire De Grave, Emmanuelle Bertrand, Achille Ndaima, Eric Lembembe, Anne-Laure Fages-Plantier et al, Méthodes de mobilisations pour faire respecter ses droits : illustrations autour des droits au logement, à la terre et à l'alimentation, Saint-Ouen, Terre des Hommes France, 2011, 123 p. (SUDOC 15818436X)